# من آنجا نیستم
من آنجا نیستم (به انگلیسی: I'm Not There) فیلمی آمریکایی، آلمانی به کارگردانی تاد هینز و محصول سال ۲۰۰۷ میلادی است.

## خلاصه داستان
این فیلم الهام گرفته از زندگی باب دیلن، خواننده و شاعر است. در این فیلم ۶ پرسونای جداگانه از باب دیلن به نمایش در می‌آید، که هر اجرا را یک بازیگر انجام داده‌است، شاعر، نبی، یاغی، مقلد، ستاره و گرایش دوباره‌اش به مسیحیت. شش هویت با هم جمع شده‌اند و باب دیلن را به ما یادآوری می‌کنند؛ که این نقش‌ها را: هیت لجر، مارکوس کارل فرانکلین، بن ویشاو، کریستین بیل، ریچارد گی‌یر و کیت بلانشت بازی می‌کنند بدون اینکه در فیلم، نامی از باب دیلن برده شود.

## جوایز
این فیلم کاندیدای یک اسکار (کاندیدای اسکار بهترین بازیگر نقش مکمل زن) در سال ۲۰۰۸ شد.